# Dupetor flavicollis
Il tarabusino nero (Dupetor flavicollis (Latham, 1790) è un uccello della  famiglia degli Ardeidi. È l'unica specie nota del genere Dupetor.